# William Bonaparte-Wyse

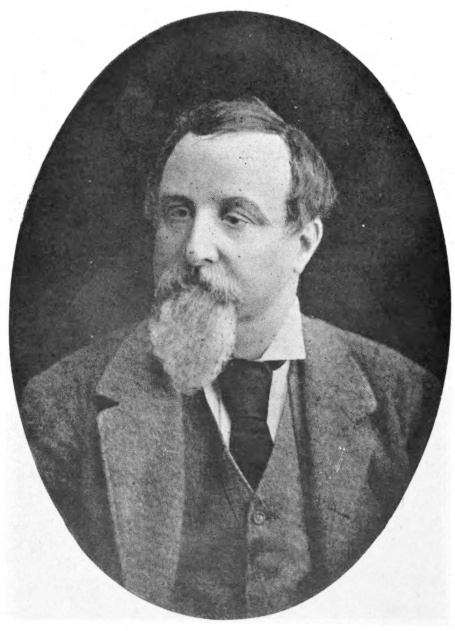
William Bonaparte-Wyse

William Charles Bonaparte-Wyse (ur. 20 stycznia 1826 w Waterford, zm. 3 grudnia 1892 w Cannes) – irlandzki żołnierz i poeta tworzący w dialekcie prowansalskim języka oksytańskiego.
Urodzony w Irlandii, był bliskim krewnym Napoleona III. Po przyjeździe do Prowansji zaprzyjaźnił się z Frédérikiem Mistralem, który napisał przedmowę do tomu jego wierszy Li Parpaioun Blu (Niebieskie motyle, 1868) i został ojcem chrzestnym jego syna. Jako jedyny cudzoziemiec był członkiem konsystorza w Związku Felibrów, organizacji stojącej na straży prowansalskiego odrodzenia kulturowego i narodowego.